# 包含映射
在數學裡，若 {\displaystyle A} 為 {\displaystyle B} 的子集，則其包含映射（英語：Inclusion map）為一函數，其將 {\displaystyle A} 的每一元素映射至 {\displaystyle B} 內的同一元素：
{\displaystyle i:A\rightarrow B}, {\displaystyle i(x)=x}.
「有鉤箭頭」{\displaystyle \hookrightarrow }有時被用來標記一內含映射。
此一及其他類似的由子結構映射的單射函數有時會被稱為自然單射。
給定任一於對象 {\displaystyle X} 和 {\displaystyle Y} 之間的態射，若存在一映射至其定義域的內含映射 {\displaystyle i:A\rightarrow X}，則可形成一 {\displaystyle f} 的限制{\displaystyle /fi:A\rightarrow Y}。在許多的例子內，亦可以建立一映射至陪域的內含映射R→Y，其中R為f值域的子集。

## 內含映射
內含映射傾向於代數結構的同態；更精確地說，給定一於某些運算下封閉的子結構，其內含映射將會是一個同態，因為由其定義可得出的一當然原因。例如，一二元運算 ⋆，其需要有
{\displaystyle \iota (x\star y)=\iota (x)\star \iota (y)}
因為 ⋆ 在子模型和大模型裡的運算一致。在一元運算的情況下也是類似的；但也要注意零元運算，其給出一常數元素。這裡的重點在於其封閉性，表示其常數必須於子結構內。
微分幾何中有多種不同的的內含映射，例如子流形的嵌入；由此可導出某些反變對象（例如微分形式）的「限制映射」，其方向恰好相反。在代數幾何中的內含映射則稍複雜，此時不僅須考慮底層拓撲空間的映射，也須考慮結構層的同態，例如以下兩個交換環譜的包含映射
{\displaystyle \operatorname {Spec} \left(R/I\right)\to \operatorname {Spec} (R)}
{\displaystyle \operatorname {Spec} \left(R/I^{2}\right)\to \operatorname {Spec} (R)}
儘管拓撲上一致，卻是不同的映射；其中 {\displaystyle R} 是交換環而 {\displaystyle I} 是其理想。

## 另見
- 恆等函數